# Masanori Ōhashi
Masanori Ōhashi (jap. 大橋正教 Ōhashi Masanori; ur. 7 grudnia 1964 w Gifu) – japoński zapaśnik w stylu klasycznym. Olimpijczyk z Barcelony 1992, gdzie zajął dziewiąte miejsce w kategorii 48 kg.
Dwukrotny uczestnik mistrzostw świata, siódmy w 1989 i 1991. Zdobył dwa medale na mistrzostwach Azji, złoto w 1992. Drugi w Pucharze Świata w 1986 i 1989; czwarty w 1985 i 1987 roku.